# GP Mazda Schelkens
De GP Mazda Schelkens is een Belgische wielerwedstrijd voor vrouwen die plaatsvindt sinds 2022 in Borsbeek. De wedstrijd maakte deel uit van de Ladies Cycling Cup.

## Geschiedenis
De GP Mazda Schelkens werd voor het eerst georganiseerd in 2022 in Borsbeek door de vereniging Stan Ockers Classic. De eerste winnares was de Nederlandse Danique Braam, in de tweede editie was de Belgische Dina Scavone de sterkste. In 2024 was de Italiaanse Martina Fidanza te sterk en zij werd in 2025 opgevolgd door de Franse Clara Copponi.

## Lijst van winnaars

### Overwinningen per land
| Overwinningen | Land                                 |
| ------------- | ------------------------------------ |
| 1             | Nederland, België, Italië, Frankrijk |

2022 · 2023 · 2024 · 2025